# Wahlsymbol (Indien)

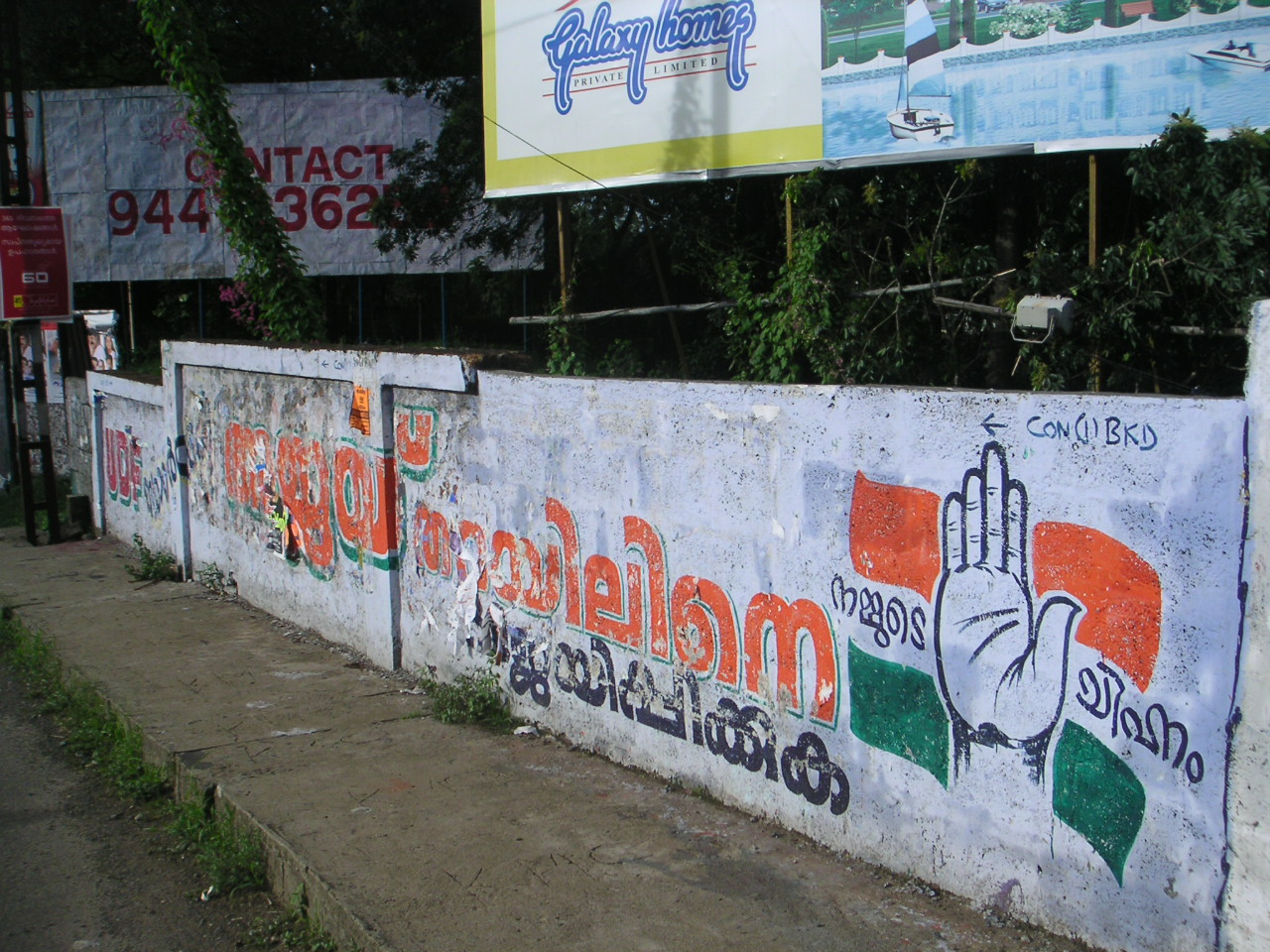
Graffito in Kerala mit der Hand des Indian National Congress

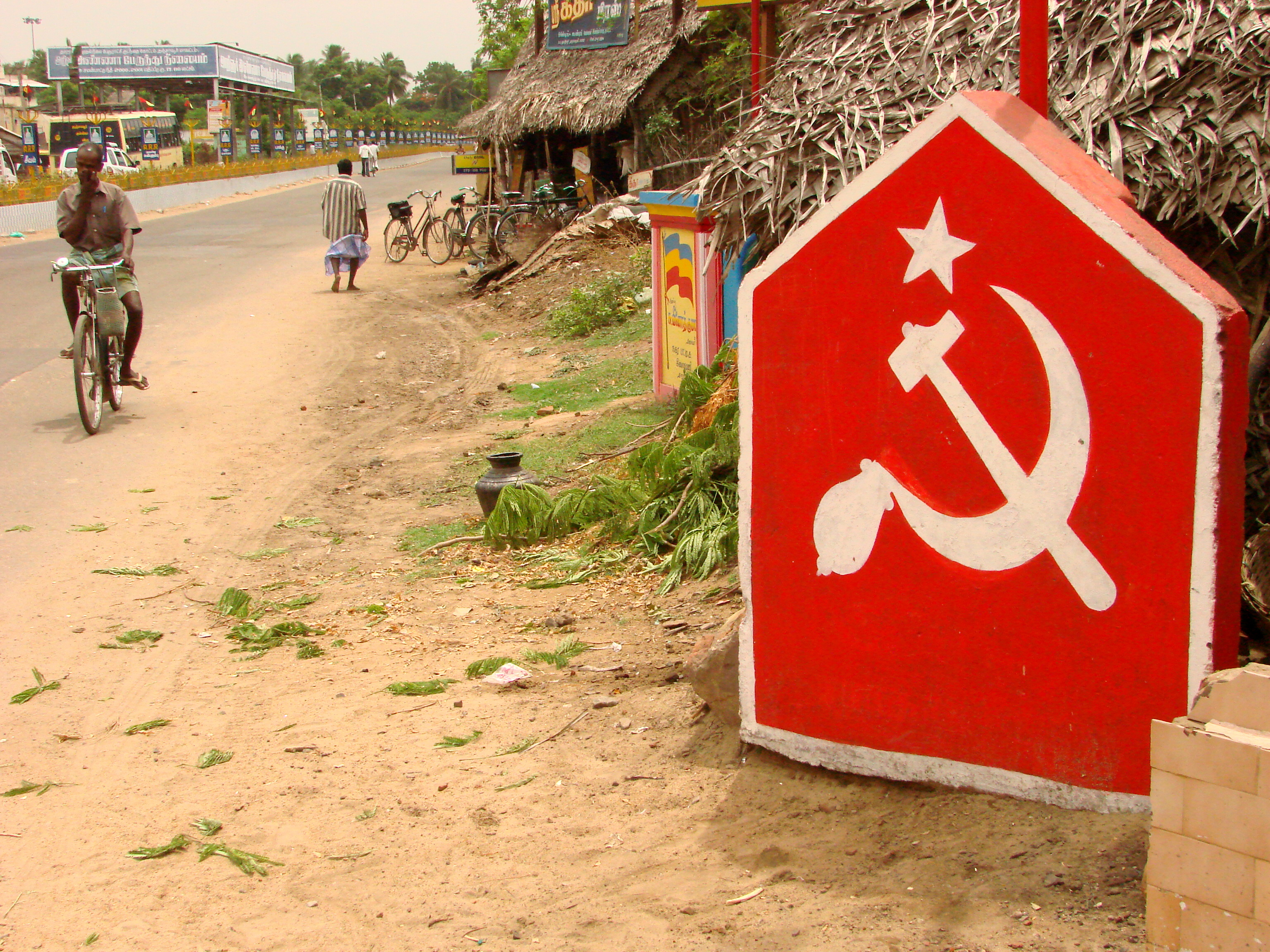
Kommunistische Hammer und Sichel in Kerala

Ein Wahlsymbol ist ein standardisiertes Symbol, das einer Partei zugewiesen wird.

## Verwendung
In Indien können sich registrierte politische Parteien aus einer Reihe von Wahlsymbolen, die durch die Wahlkommission bereitgestellt werden, eines auswählen und haben dann das exklusive Recht, dieses entweder auf Bundesstaatsebene (bundesstaatliche Parteien) oder landesweit (nationale Parteien,) zu benutzen. Das garantiert einen hohen Wiedererkennungswert bei den immer noch zum erheblichen Teil analphabetischen Wählern.
Solche Symbole werden auch in anderen Ländern als Indien verwendet:
| Bild | Symbol          | Partei                              | Land      |
| ---- | --------------- | ----------------------------------- | --------- |
|      | Kricketschläger | Pakistan Tehreek-e-Insaf            | Pakistan  |
|      | Knospe          | Sri Lanka People’s Freedom Alliance | Sri Lanka |

## Symbole der nationalen Parteien Indiens
| Symbol | Flagge | Bedeutung | Partei (Abkürzung)                         |
| ------ | ------ | --- | ------------------------------------------ |
|        |        | Lotus Der Lotus steht für die Beziehung der Partei zum Hinduismus. Er ist aber auch die Nationalblume Indiens.                                                      | Bharatiya Janata Party (BJP)               |
|        |        | Blumen und Gras Die einfachen Blumen sollen andeuten, dass sich die Partei für diejenigen einsetzt, die übersehen werden.                                           | All India Trinamool Congress (AITC)        |
|        |        | Elefant Der Elefant steht für die Stärke der unterprivilegierten Dalit. Er ist (neben dem Löwen) das einzige Tiersymbol, das von der Wahlkommission zugelassen ist. | Bahujan Samaj Party (BSP)                  |
|        |        | Ähren mit Hammer und Sichel | Communist Party of India (CPI)             |
|        |        | Hammer und Sichel, Stern Hammer und Sichel werden auch von anderen indischen Linksparteien benutzt.                                                                 | Communist Party of India (Marxist) (CPI-M) |
|        |        | Wecker | Nationalist Congress Party (NCP)           |
|        |        | Hand Die Hand steht für Einheit und Stärke. Sie ist das einzige Körperteil, das als Symbol zugelassen ist.                                                          | Indian National Congress (INC)             |
|        |        | Buch Das Buch steht für die Überzeugung der Partei, dass nur Bildung, die Unterprivilegierten aus ihrer Armut befreien kann.                                        | National People’s Party (Indien) (NPP)     |